# 364

## Починали
- 17 февруари – Йовиан, римски император